# Diploporella
Diploporella is een mosdiertjesgeslacht uit de familie van de Thalamoporellidae en de orde Cheilostomatida. De wetenschappelijke naam ervan is in 1885 voor het eerst geldig gepubliceerd door MacGillivray.

## Soorten
- Diploporella alata (Lamouroux, 1821)
- Diploporella woodsii (MacGillivray, 1869)